# Camelot Software Planning
Camelot Software Planning is een Japanse ontwikkelaar van computerspellen opgericht in 1990 en bekend voor hun werk voor Nintendo. Voor Nintendo hebben ze games gemaakt als de Mario Tennis-serie, Mario Golf-serie en de Golden Sun-serie. Voordat ze werkten voor Nintendo, hebben ze succesvolle games gemaakt als Shining Force III voor de Sega Saturn en Hot Shots Golf voor de PlayStation. Camelot was oorspronkelijk een afdeling van Sega onder de naam "Sonic Software Planning" opgericht voor het maken van Shining in the Darkness voor de Mega Drive.
In 1995 heeft Camelot zich afgesplitst van Sega maar onder de voorwaarde om Shining-games te blijven maken en niet voor andere platformen buiten die van Sega.
In 1998 begon Sega zijn aandacht te richten op de Dreamcast waardoor Shining Force 3 van Camelot in gevaar kwam. Daardoor eindigde ze met de ontwikkeling van Shining Force 3 en vormde een akkoord met Nintendo dat onder andere leidde tot de Golden Sun-reeks.

## Ontwikkelde spellen
| Jaar | Titel                                | Uitgever                    | Platform(s)                 |
| ---- | ------------------------------------ | --------------------------- | --------------------------- |
| 1991 | Shining in the Darkness              | Sega                        | Mega Drive                  |
| 1992 | Shining Force                        | Sega                        | Mega Drive                  |
| 1992 | Shining Force Gaiden                 | Sega                        | Game Gear                   |
| 1993 | Shining Force: The Sword of Hajya    | Sega                        | Game Gear                   |
| 1993 | Shining Force II                     | Sega                        | Sega Mega Drive             |
| 1994 | Shining Force CD                     | Sega                        | Mega-CD                     |
| 1995 | Shining Force Gaiden: Final Conflict | Sega                        | Game Gear                   |
| 1995 | Shining Wisdom                       | Sega                        | Saturn                      |
| 1995 | Beyond the Beyond                    | Sony Computer Entertainment | PlayStation                 |
| 1996 | Shining the Holy Ark                 | Sega                        | Saturn                      |
| 1997 | Everybody's Golf                     | Sony Computer Entertainment | PlayStation                 |
| 1997 | Shining Force III                    | Sega                        | Saturn                      |
| 1998 | Shining Force III Scenario 2         | Sega                        | Saturn                      |
| 1998 | Shining Force III Scenario 3         | Sega                        | Saturn                      |
| 1998 | Shining Force III Premium Disc       | Sega                        | Saturn                      |
| 1999 | Mario Golf                           | Nintendo                    | Nintendo 64, Game Boy Color |
| 2000 | Mario Tennis                         | Nintendo                    | Nintendo 64, Game Boy Color |
| 2001 | Golden Sun                           | Nintendo                    | Game Boy Advance            |
| 2001 | Mobile Golf                          | Nintendo                    | Game Boy Color              |
| 2002 | Golden Sun: The Lost Age             | Nintendo                    | Game Boy Advance            |
| 2003 | Mario Golf: Toadstool Tour           | Nintendo                    | GameCube                    |
| 2004 | Mario Golf: Advance Tour             | Nintendo                    | Game Boy Advance            |
| 2004 | Mario Power Tennis                   | Nintendo                    | GameCube                    |
| 2005 | Mario Tennis: Power Tour             | Nintendo                    | Game Boy Advance            |
| 2007 | We Love Golf!                        | Capcom                      | Wii                         |
| 2009 | New Play Control! Mario Power Tennis | Nintendo                    | Wii                         |
| 2010 | Golden Sun: Dark Dawn                | Nintendo                    | DS                          |
| 2012 | Mario Tennis Open                    | Nintendo                    | 3DS                         |
| 2014 | Mario Golf: World Tour               | Nintendo                    | 3DS                         |
| 2015 | Mario Tennis: Ultra Smash            | Nintendo                    | Wii U                       |
| 2017 | Mario Sports Superstars              | Nintendo                    | 3DS                         |
| 2018 | Mario Tennis Aces                    | Nintendo                    | Switch                      |
| 2021 | Mario Golf: Super Rush               | Nintendo                    | Switch                      |

### Geannuleerde spellen
- I Love Golf – (PC)[1]